# Ženklava
Ženklava är en ort i Tjeckien. Den ligger i den östra delen av landet, 270 km öster om huvudstaden Prag. Ženklava ligger 336 meter över havet och antalet invånare är 860.
Terrängen runt Ženklava är huvudsakligen kuperad, men norrut är den platt.Runt Ženklava är det ganska tätbefolkat, med 192 invånare per kvadratkilometer. Närmaste större samhälle är Valašské Meziříčí, 14,1 km sydväst om Ženklava. Omgivningarna runt Ženklava är en mosaik av jordbruksmark och naturlig växtlighet.